# Triptychon

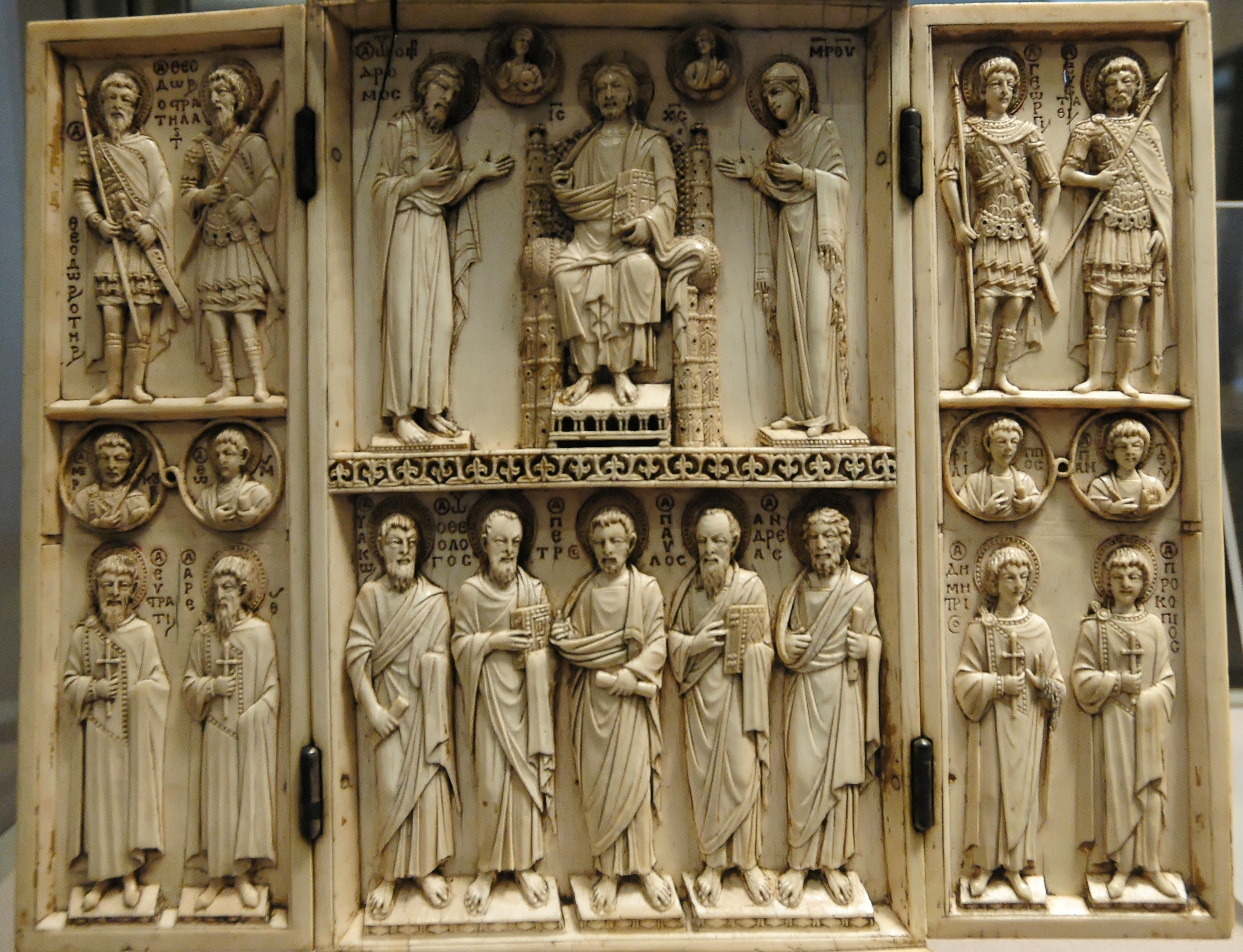
Harbaville-Triptychon, byzantinisches Elfenbeintriptychon, 10. Jh.

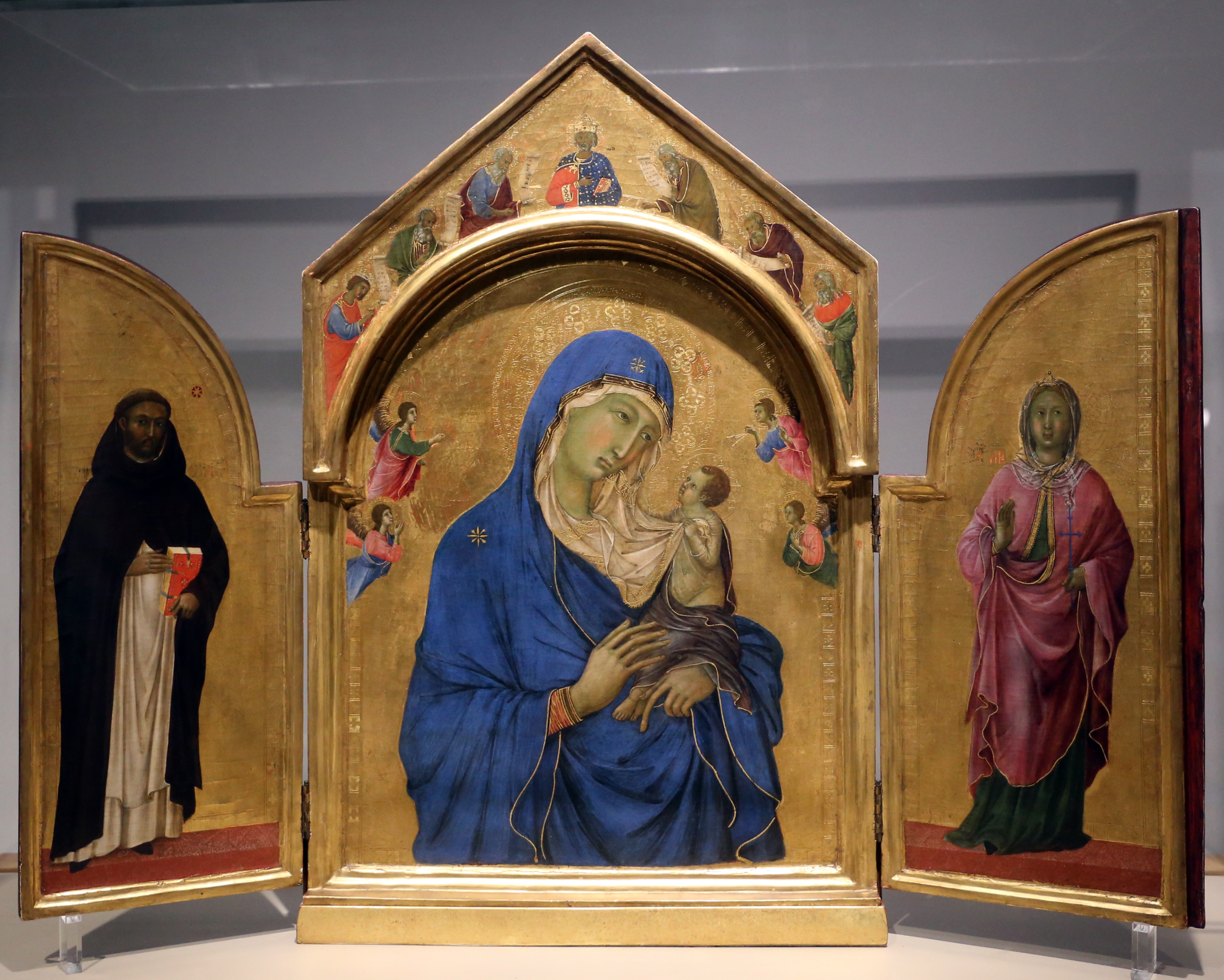
Duccio: Kleines Triptychon Madonna zwischen den Hl. Dominikus und Aurea, ca. 1315

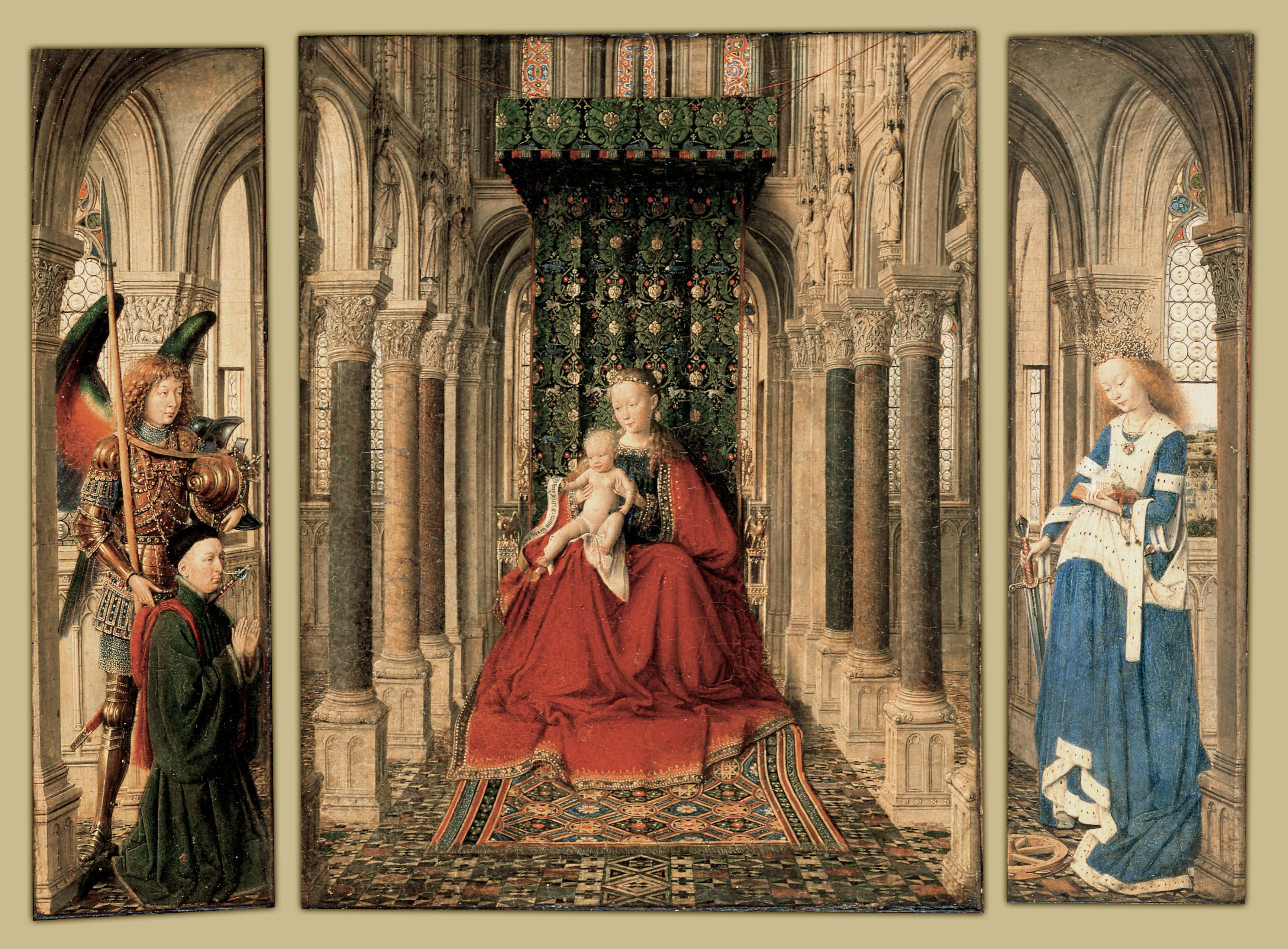
Dresdner Triptychon (Marienaltar), Jan van Eyck, um 1437

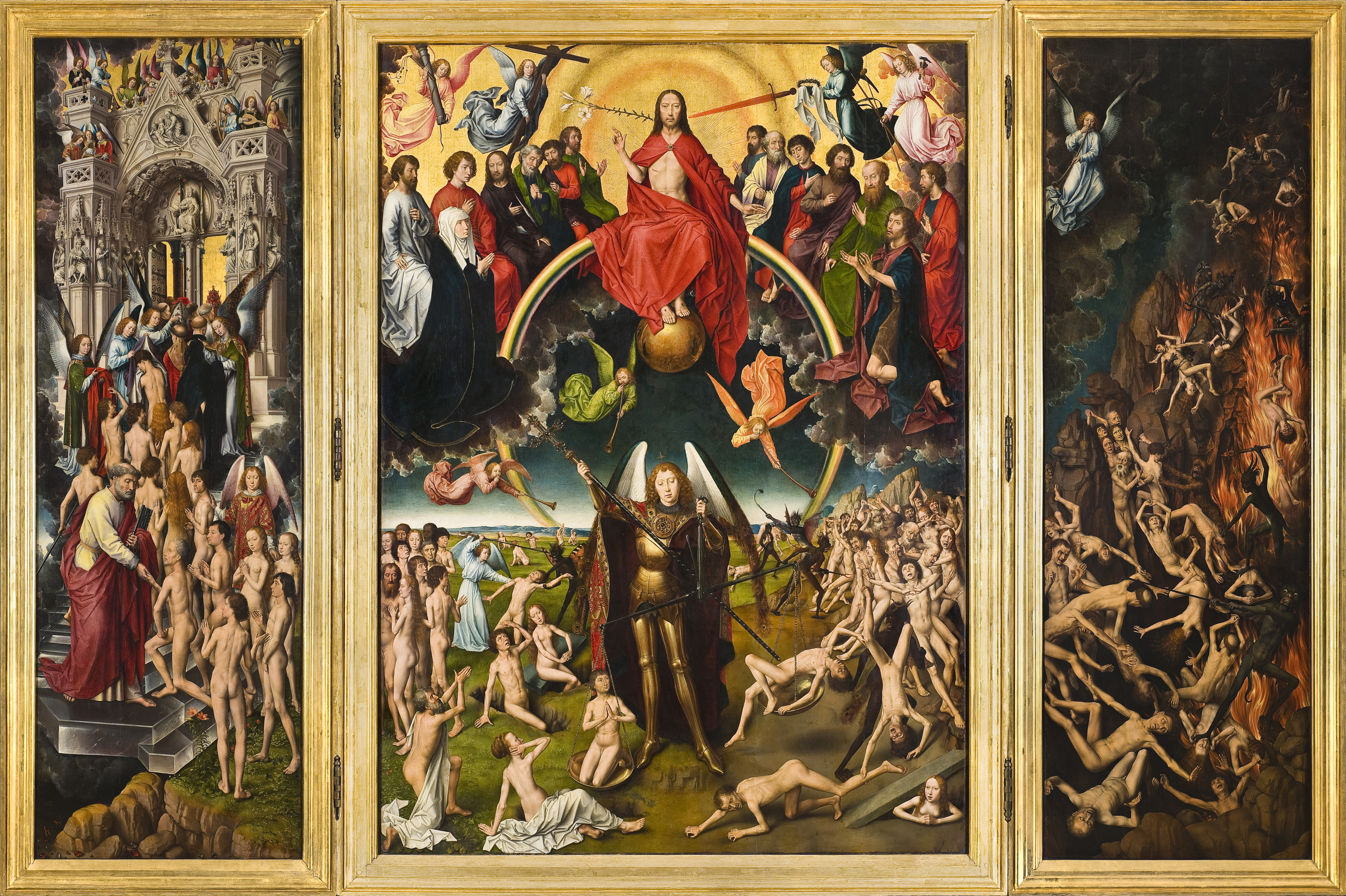
Das Jüngste Gericht, Hans Memling, um 1470

Ein Triptychon (Plural: Triptychen, Triptycha; von altgriechisch τρίπτυχος tríptychos „in drei Teile gefaltet, aus drei Lagen bestehend“)
ist ein dreigeteiltes Gemälde oder eine dreiteilige Relieftafel, die oft mit Scharnieren zum Aufklappen verbunden sind und sich insbesondere als Andachts- oder Altarbild finden. Triptychen bestehen aus einer Mitteltafel und zwei meist schmaleren Flügeln, manchmal ergänzt durch einen Sockel (Predella) unter dem Mittelteil. Ein Triptychon mit christlichen Motiven und mit beweglichen Seitenteilen zum Verschließen des Mittelteils ist eine mögliche Form eines Flügelaltars.
In Italien begann sich die Form des Triptychons im 15. Jahrhundert nach und nach aufzulösen, u. a. zugunsten der sogenannten Sacra Conversazione auf einer einzigen Bildtafel, wie schon in Fra Angelicos Annalena-Altar (kurz nach 1434). Andere Altäre zeigen zwar in der Unterteilung durch Bögen und bekrönende Giebel noch die Form eines Triptychons, sind jedoch als eine große Szene gestaltet, wie Lorenzo Monacos Marienkrönung (1414) und Anbetung der Könige (ca. 1421) in den Uffizien.

## Größe und Verwendungszweck
Die Größe eines Triptychons hängt stark von seiner Verwendung ab. Diese reicht von sehr kleinen Triptychen für die Mitnahme auf Reisen, beispielsweise dem Dresdner Marienaltar von Jan van Eyck oder dem Pähler Altar, über mittelformatige Tafeln wie dem Johannesaltar eines Rogier van der Weyden, die sich dann in kleinen Kapellen oder privaten Andachtsräumen befinden, bis hin zu großen Altären, die prominent in der Apsis einer Kirche stehen, z. B. der Marienaltar von Conrad von Soest.
Bei den als Altären verwendeten Triptychen gibt es Unterschiede. In Italien waren sie oft nicht zum Aufklappen, beispielsweise das sogenannte Frari Triptychon von Giovanni Bellini. Allerdings wurden viele italienische Triptychen später auseinandergenommen und sind nicht mehr im Originalzustand erhalten. Manche Altäre waren sowohl vorne als auch hinten bemalt, wobei die hintere Seite in einer Klosterkirche meist nur vom Mönchschor aus zu sehen war. Ein bedeutendes Beispiel ist das sogenannte Stefaneschi-Triptychon von Giotto.
Daneben findet man besonders in Nordeuropa Altäre zum Aufklappen, bei denen man eine Alltagsseite (geschlossener Zustand) und eine Feiertagsseite (geöffnet) unterscheiden kann. Die Außenseiten sind meist schlicht gehalten, oftmals mit einer sehr reduzierten Farbpalette bis hin zu reinem Grisaille. Im Gegensatz dazu stehen die aufwendigen, farbenprächtigen, in der Gotik auch mit Goldgrund gemalten Innenseiten. Bei den Reisetriptychen haben die Außenseiten eine Schutzfunktion und sind deshalb auch einfacher gehalten.

## Inhalte und Motive
Die Dreiteilung erlaubt eine Betonung von bestimmten Figuren oder Handlungen auf der Mitteltafel – in der christlichen Malerei beispielsweise Szenen mit Jesus oder einer Madonna. Auf den Flügeln sind dann Nebenfiguren wie die Stifter oder andere mehr lokal wichtige Heilige oder Geistliche abgebildet. Weiterhin kann auch die zentral dargestellte Handlung mit vorausgehenden und nachfolgenden Szenen verknüpft und begleitet werden. Die Leserichtung des Triptychons ist dabei meistens von links nach rechts. Auch lassen sich weit auseinander liegende Geschehnisse miteinander verbinden: Das Triptychon Der Heuwagen von Hieronymus Bosch spannt den Bogen vom Paradies über die Welt bis zur Hölle. Beim Jüngsten Gericht von Hans Memling werden die Erlösten auf der linken Tafel und die Verdammten auf der rechten gezeigt.

## Moderne Triptychen

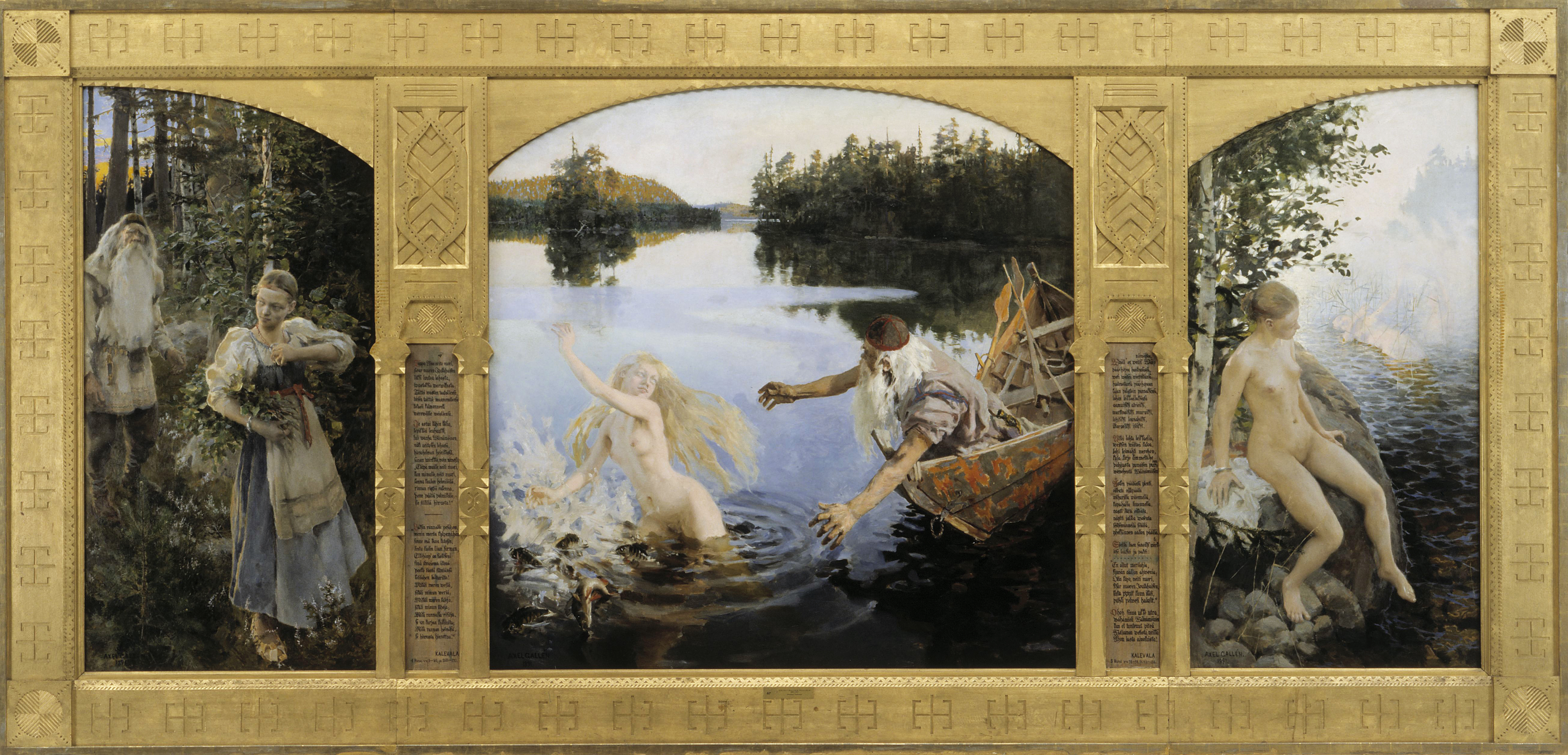
Aino-Triptychon (Akseli Gallen-Kallela 1891)
links: Erste Begegnung des greisen Väinämöinen mit der jungen Aino;
rechts: Aino nach dessen Werbung verzweifelt am Ufer;
Mitte: Sie entspringt ihm auf immer

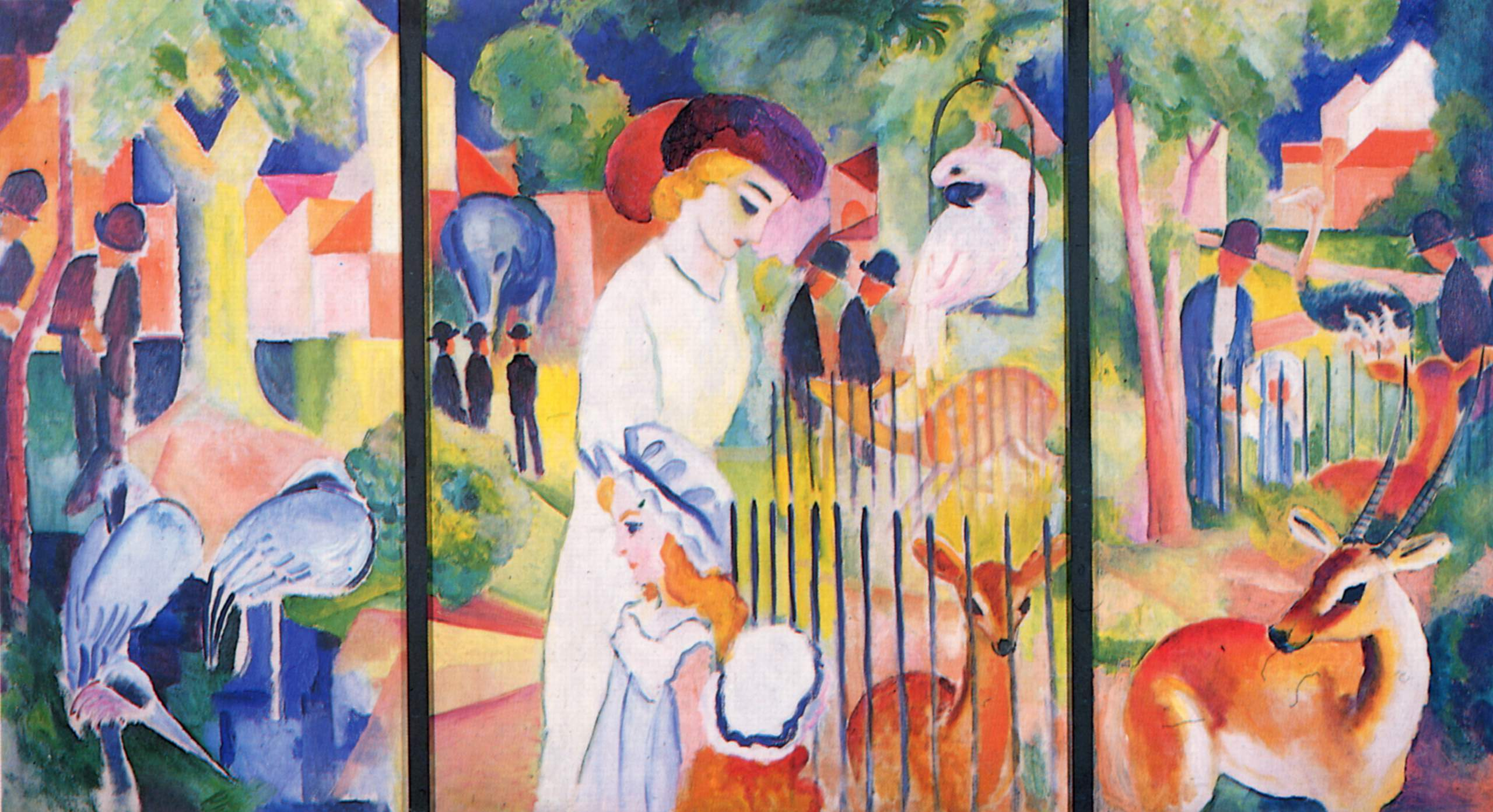
Großer Zoologischer Garten (August Macke 1913)

Das Triptychon findet sich auch in der Kunst des späten 19. und 20. Jahrhunderts – so das Aino-Triptychon des finnischen „Brücke“-Künstlers Akseli Gallen-Kallela – sowie in der Gegenwart.
Auf deutschsprachiger Seite sind hier insbesondere Otto Dix, Max Beckmann und Oskar Kokoschka zu nennen. Dabei sind die Themen nicht mehr auf das Religiöse fixiert: Bei Dix ist es der Erste Weltkrieg und seine Folgen; bei Beckmann und Kokoschka werden mythologische Geschichten und auch künstlerische Zitate von Alten Meistern neu zusammengesetzt. Auch Guernica von Pablo Picasso und Barnett Newmans Serie Who’s Afraid of Red, Yellow and Blue können als Triptychen und eine Auseinandersetzung mit ihnen angesehen werden. Ein weiterer Künstler, der Bilder als Triptychen anordnete, war der englische Maler Francis Bacon (1909–1992).
Auch heute entstehen Triptychen mit religiöser Thematik, bisweilen auch ungegenständliche Gemälde wie Gary Stephans Trinität aus dem Jahr 1984.

## Ausgewählte Triptychen

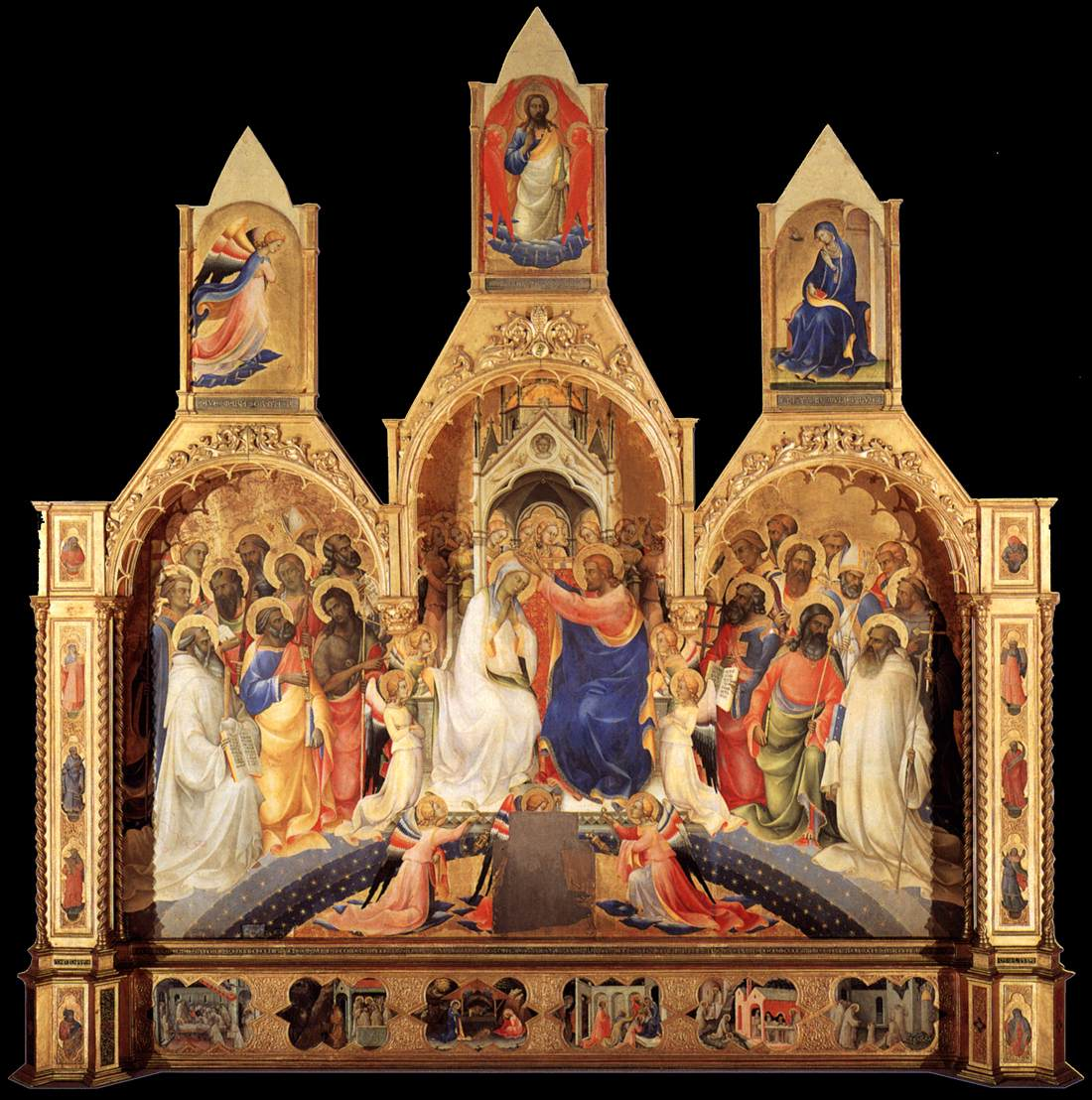
Lorenzo Monaco: Marienkrönung, 1414

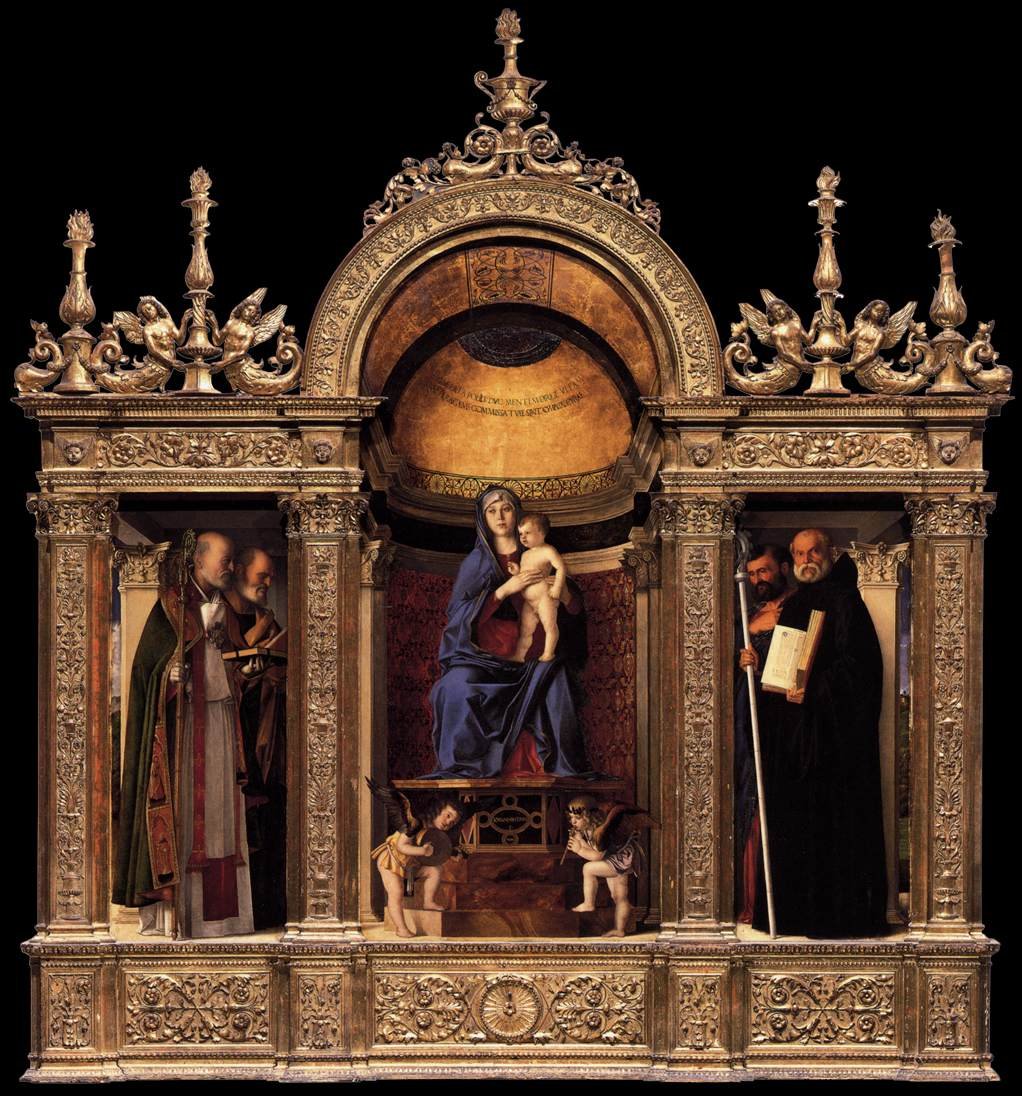
Trittico dei Frari von Giovanni Bellini, 1488

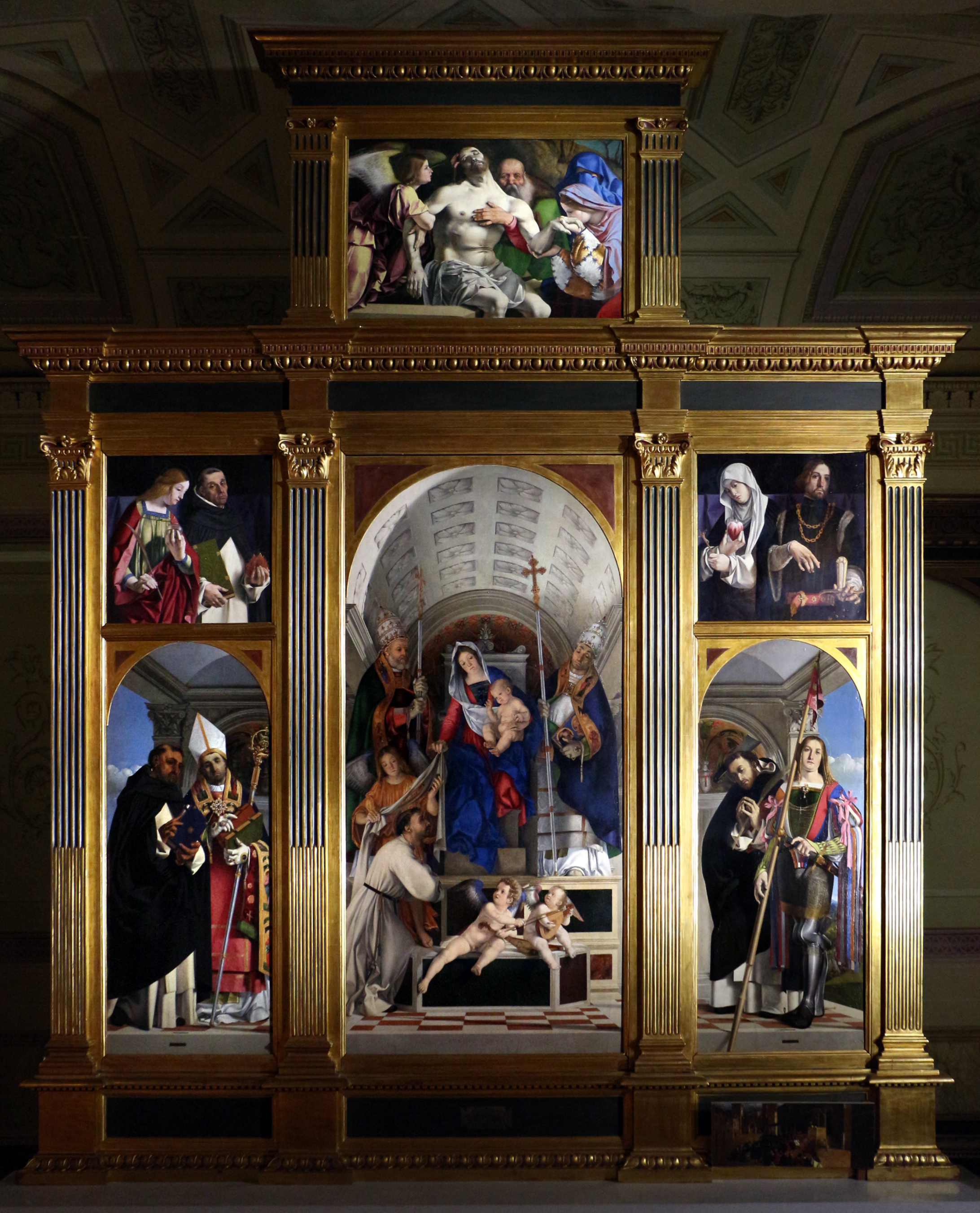
Lorenzo Lotto: Sogenanntes Polyptychon von Recanati von Lorenzo Lotto, 1506–1508 (urspr. in der Kirche San Domenico) Pinacoteca Civica, Recanati

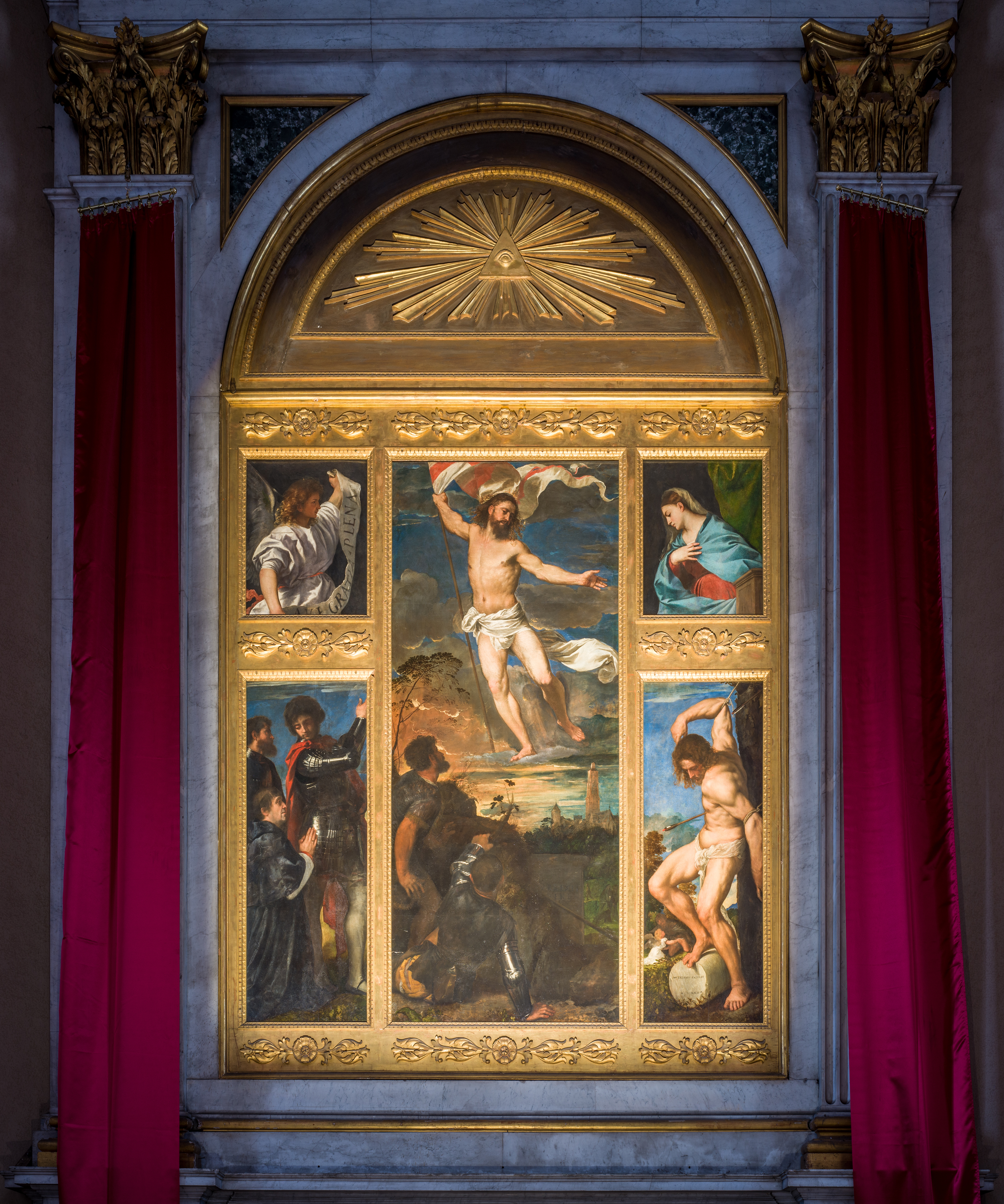
Tizian: Averoldi Altar, 1522

### Italien
- Kreuzigungstriptychon von Duccio, ca. 1305, Museum of Fine Arts, Boston
- Kreuzigungstriptychon von Duccio, ca. 1302–08, Royal Collection
- Madonna mit Kind und den Hl. Dominikus und Aurea von Duccio, ca. 1315, National Gallery, London
- Altarretabel von Cambridge (Erzengel Michael und Heilige) von Simone Martini, ca. 1320, Fitzwilliam Museum, Cambridge
- Stefaneschi-Triptychon von Giotto, ca. 1330, Vatikanische Museen, Rom
- Triptychon des Hl. Proklos von Ambrogio Lorenzetti, 1332, Uffizien, Florenz
- Triptychon des Hl. Michael von Ambrogio Lorenzetti, Palazzo Corboli Museum, Asciano
- Triptychon[3] von Taddeo Gaddi, 1333, Gemäldegalerie, Berlin
- Kreuzigungstriptychon von Spinello Aretino, 1395, Museu Nazionale di Villa Guinigi, Lucca
- Triptychon Madonna und Kind mit musizierenden Engeln und Heiligen von Taddeo di Bartolo, etwa 1395–97, Getty Center, Los Angeles
- Triptychon Madonna mit musizierenden Engeln und Heiligen von Taddeo di Bartolo, um 1400, Oratorio di S. Caterina, Hospital Santa Maria della Scala, Siena
- Marienkrönung von Spinello Aretino, 1401, Accademia, Florenz
- Verkündigungstriptychon von Lorenzo Monaco, 1410–15, Accademia, Venedig
- Marienkrönung von Lorenzo Monaco, 1414, Uffizien, Florenz
- Triptychon des Jüngsten Gerichts von Fra Angelico, ca. 1429, Gemäldegalerie, Berlin
- Madonna mit Kind, Engeln und Heiligen[4] von Fra Angelico, 1437, Galleria Nazionale, Perugia
- Linaiuoli-Tabernakel von Fra Angelico, 1433, Museo di San Marco, Florenz
- Marienkrönung („Marsuppini-Altar“) von Filippo Lippi, 1441–45, Vatikanische Museen, Rom
- Pala di San Zeno von Andrea Mantegna, 1460, San Zeno Maggiore, Verona
- Uffizien-Triptychon (Anbetung der Könige u. a.) von Andrea Mantegna, 1460er Jahre, Uffizien, Florenz
- Triptychon der Madonna von Jacopo Bellini, 1464–70, Accademia, Venedig
- Triptychon der Kirchenlehrer von Antonello da Messina, ca. 1470 (diverse Museen)[5]
- Triptychon von San Giorgio[6] von Carlo Crivelli, 1470 (diverse Museen)
- Altar des Hl. Vinzenz Ferrer von Giovanni Bellini, ca. 1475, Santi Giovanni e Paolo, Venedig
- Triptychon von Camerino[7] von Carlo Crivelli, 1482, Pinacoteca di Brera, Mailand
- Frari Triptychon von Giovanni Bellini, 1488, Santa Maria Gloriosa dei Frari, Venedig
- Triptychon Johannes d. Täufers von Cima da Conegliano, 1504–07, San Giovanni Battista, San Fior
- Pala Priuli von Giovanni Bellini, ca. 1505, Kunstpalast, Düsseldorf
- Sogenanntes Polyptychon von Recanati von Lorenzo Lotto, 1506–1508 (urspr. in der Kirche San Domenico) Pinacoteca Civica, Recanati
- Averoldi Altar von Tizian, 1522, Santi Nazaro e Celso, Brescia
- Sogenanntes Polyptychon von Ponteranica von Lorenzo Lotto, ca. 1525, Santi Vincenzo e Alessandro, Ponteranica
- Triptychon mit Beweinung Christi von Annibale Carracci, 1604, Galleria Nazionale d’Arte Antica, Rom

### Niederländische und deutsche Kunst
- Aachener Altar vom Meister des Aachener Altars
- Dresdner Marienaltar von Jan van Eyck
- Marienaltar von Conrad von Soest
- Altar der Stadtpatrone von Stefan Lochner
- Mérode-Triptychon von Robert Campin
- Kreuzigungstriptychon von Rogier van der Weyden
- Miraflores-Altar von Rogier van der Weyden
- Johannesaltar von Rogier van der Weyden
- Sakramentsaltar von Rogier van der Weyden
- Portinari-Triptychon von Hugo van der Goes
- Das Jüngste Gericht von Hans Memling
- Der Garten der Lüste von Hieronymus Bosch
- Der Heuwagen von Hieronymus Bosch
- Paumgartner-Altar von Albrecht Dürer
- Heller-Altar von Albrecht Dürer und Mathias Grünewald
- Dillinger Triptychon

### Moderne
- Hesperiden und weitere von Hans von Marées
- Der Krieg von Otto Dix
- Großstadt von Otto Dix
- Diverse Triptychen von Max Beckmann
- Prometheus von Oskar Kokoschka
- Thermopylae von Oskar Kokoschka
- Alpentriptychon von Giovanni Segantini
- Die Wiedervereinigung von Eckhard Buchholz
- Triptychon zur „Luther-Dekade“ von Eckhard Buchholz
- Mediterranean Sea View 2017 von Banksy

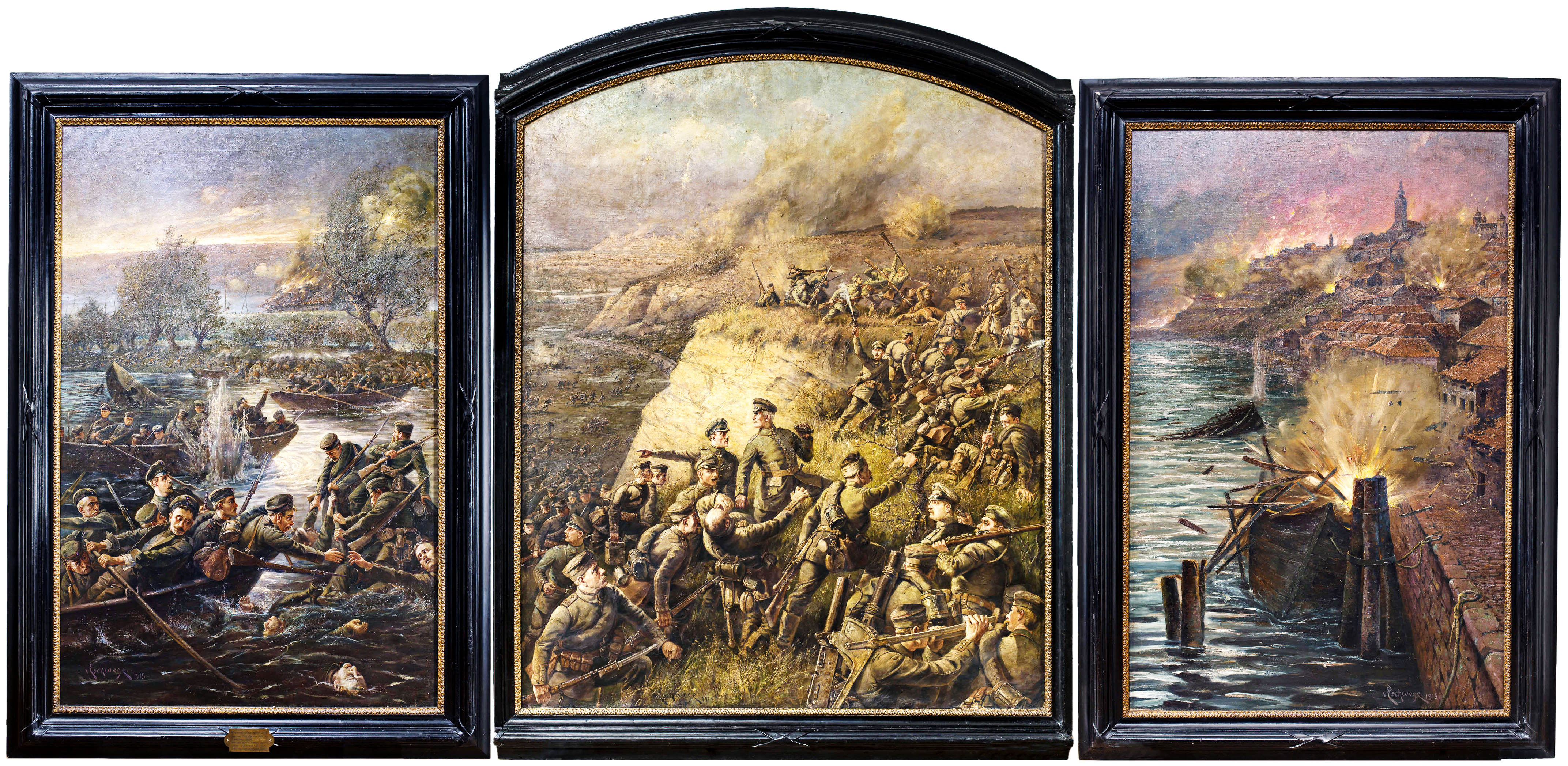
Triptychon von Elmar von Eschwege aus dem Jahre 1915. Es stellt die Eroberung Belgrads durch das Reserve-Infanterie-Regiment Nr. 208 dar.

## Oper
Auch die Oper kennt Triptychen. Zumindest zwei Beispiele sind allgemein bekannt:
- Puccinis Il trittico, bestehend aus den Opern Il tabarro, Suor Angelica und Gianni Schicchi, letzteres eine Komödie, uraufgeführt am 14. Dezember 1918 in der Metropolitan Opera von New York und
- Kreneks Triptychon, bestehend aus den Opern Der Diktator, Das geheime Königreich und Schwergewicht oder Die Ehre der Nation, uraufgeführt am 6. Mai 1928 bei den Internationalen Mai-Festspielen Wiesbaden.